# Idioma lak

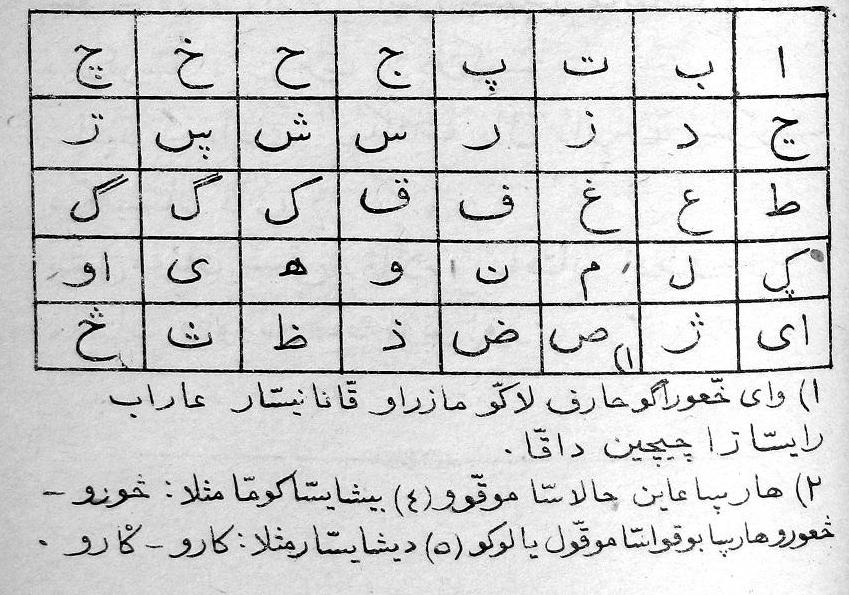
Detalle del alfabeto lak.

La lengua lak es hablada por unas 120 000 personas en el sur de la región rusa de Daguestán. Se escribe usando el alfabeto cirílico.